# Obsjtina Elin Pelin
Obsjtina Elin Pelin (bulgariska: Община Елин Пелин) är en kommun i Bulgarien.   Den ligger i regionen Sofijska oblast, i den västra delen av landet, 23 km öster om huvudstaden Sofia.
Obsjtina Elin Pelin delas in i:
- Gabra
- Golema Rakovitsa
- Grigorevo
- Elin Pelin
- Doganovo
- Lesnovo
- Musatjevo
- Novi chan
- Petkovo
- Ravno pole
- Stolnik
- Tjurek

Följande samhällen finns i Obsjtina Elin Pelin:
- Elin Pelin
- Gabra
- Golema Rakovitsa

Trakten runt Obsjtina Elin Pelin består till största delen av jordbruksmark. Runt Obsjtina Elin Pelin är det ganska tätbefolkat, med 58 invånare per kvadratkilometer.